# Manhattan Community Board 1
Manhattan Community Board 1 is een bestuurlijke eenheid van de stad New York in het zuiden van het stadsdeel Manhattan.
In 2000 telde het district 34.420 inwoners. Het gebied omvat de wijken Battery Park City, de Financial District, de South Street Seaport, het Civic Center en TriBeCa. Ook de eilanden Ellis Island, Liberty Island en Governors Island behoren tot Community Board 1.